# Guido Guglielmi
Guido Guglielmi (Rimini, 11 dicembre 1930 – Bologna, 7 agosto 2002) è stato un critico letterario e italianista italiano.

## Biografia
È stato professore ordinario di Letteratura italiana contemporanea all'Università degli Studi di Bologna e ha collaborato con le più importanti riviste letterarie italiane («Paragone», «Il Menabò», «Nuovi Argomenti», «Alfabeta», «Lingua e stile» fra le altre).
Come i fratelli Giuseppe (traduttore dal francese) e Angelo (critico e dirigente televisivo, ex direttore di Rai 3), Guido Guglielmi ha partecipato attivamente ad alcune delle più importanti vicende della storia intellettuale italiana del secondo Novecento, dal Gruppo 63 alle iniziative recenti de «Il Verri», la rivista fondata da Luciano Anceschi, dai seminari di teoria della letteratura organizzati a Siena da Romano Luperini alle riunioni reggiane di "Ricercare" promosse da Renato Barilli.
I suoi studi sulla modernità letteraria, sull'avanguardia, su Leopardi, Palazzeschi, Ungaretti, Svevo, Pasolini, Calvino sono esemplari per acume, lucidità e «coerenza» (Ezio Raimondi).

## Opere
- Manuale di poesia sperimentale (a cura di, con Elio Pagliarani), Mondadori, Milano 1966
- Letteratura come sistema e come funzione, Einaudi, Torino, 1967[2]
- Ironia e negazione, Einaudi, Torino, 1974
- Da De Sanctis a Gramsci. Il linguaggio della critica, Il Mulino, Bologna, 1976
- L'udienza del poeta. Saggi su Palazzeschi e il futurismo, Einaudi, Torino, 1979
- L'ironia, in Alberto Asor Rosa (a cura di), Letteratura Italiana Einaudi, vol. 5, Einaudi, Torino, 1986 pp. 489-512
- La prosa italiana del Novecento. Umorismo, metafisica, grottesco, Einaudi, Torino, 1986
- Interpretazione di Ungaretti, Il Mulino, Bologna, 1989
- La parola del testo. Letteratura come storia, Il Mulino, Bologna, 1993
- Luciano Anceschi, L'esercizio della lettura, (a cura di, con Liliana Rampello), Parma, Pratiche, 1995
- Esame di coscienza di un letterato di Renato Serra, in Alberto Asor Rosa (a cura di), Letteratura Italiana Einaudi. Le Opere, vol. 4, Einaudi, Torino, 1995 pp. 405-429
- La prosa italiana del Novecento II. Tra romanzo e racconto, Einaudi, Torino, 1998
- L'infinito terreno. Saggio su Leopardi, Manni, Lecce, 2000
- L'invenzione della letteratura. Modernismo e avanguardia, Liguori, Napoli, 2001
- Una scienza del possibile. Studi su Leopardi e la modernità, a cura di Niva Lorenzini, Manni, Lecce, 2011
- Critica del nonostante. Perché è ancora necessaria la critica letteraria, a cura di Valerio Cuccaroni, Pendragon, Bologna, 2016